# アネット・ケラーマン
アネット・ケラーマン（Annette Kellermann、1887年7月6日 - 1975年11月6日）は、オーストラリアの水泳選手・女優。

## 出演作品
- 神の娘 A Daughter of the Gods (1916)
- 海の女王 Queen of the Sea (1918)
- 海底の女王 What Women Love (1920)
- 海底のヴィーナス Venus of the South Seas (1924)

## 関連書籍
- 『キュロテ　世界の偉大な15人の女性たち』訳：関澄かおる、DU BOOKS、2017年10月、ISBN 978-4-86647-018-4。